# Ministério do Trabalho (Portugal)
O Ministério do Trabalho era um antigo departamento do Governo de Portugal, responsável pelas áreas do emprego, formação profissional e condições de trabalho.
O ministério foi criado em 1974, sendo extinto em 1983, altura em que as suas funções foram integradas no Ministério do Trabalho e Segurança Social.
Em 1995 foi novamente criado, mas com a denominação de Ministério para a Qualificação e Emprego, sendo, novamente extinto em 1999.
A maioria das funções do antigo ministério concentram-se, actualmente, integrado no Ministério do Trabalho, Solidariedade e Segurança Social.